# Joel Kinnaman
Joel Kinnaman, właśc. Charles Joel Nordström Kinnaman (ur. 25 listopada 1979 w Sztokholmie) – szwedzko-amerykański aktor filmowy i telewizyjny.

## Życiorys

### Wczesne lata
Urodził się w Sztokholmie. Jego matka, Szwedka Dee Kinnaman, miała pochodzenie żydowskie (wywodziła się od ukraińskich imigrantów żydowskich). Z kolei jego ojciec, Steve Kinnaman, urodził się w Ameryce i miał niemieckie, angielskie, szkockie i irlandzkie pochodzenie; opuścił Stany Zjednoczone po wojnie wietnamskiej.
Joel dorastał z pięcioma siostrami, dwie z nich zostały zawodowymi aktorkami. Przez jeden rok chodził do szkoły w Teksasie.

### Kariera
Swoją karierę rozpoczął w 2002 roku, uczęszczając przez pięć lat do szwedzkiej akademii teatralnej Malmö Theatre Academy. Pojawił się gościnnie w serialu Storstad (1990) jako Felix Lundström, a następnie wystąpił w roli poety Niklasa w dreszczowcu fantasy Niewidzialny (Den osynlige, 2002).
W Szwecji stał się znany z roli Franka Wagnera w serialu Johan Falk (2009), a także jako Johan „JW” Westlund, który wiedzie podwójne życie: raz jest zwykłym studentem, raz podejmującym najważniejsze decyzje przestępcą, w dramacie Szybki cash (Snabba Cash, 2010). Za tę rolę odebrał nagrodę Guldbagge dla najlepszego aktora i przyciągnął uwagę Hollywood. Wkrótce przeniósł się do USA, gdzie zyskał sławę dzięki roli Stephena Holdera w serialu kryminalnym Dochodzenie (2011–2014), za którą był nominowany do Nagrody Saturn w kategorii najlepszy drugoplanowy aktor telewizyjny.
Od 2018 gra główną rolę w serialu telewizyjnym Altered Carbon.

## Filmografia
- Niewidzialny (2002) jako Kalle
- Sztorm (2005) jako barman
- Templariusze: Miłość i krew (2007) jako Sverker Karlsson
- Johan Falk (2009) jako Frank Wagner
- Łatwy pieniądz (2010) jako Johan 'JW' Westlund
- Dziewczyna z tatuażem (2011) jako Christer Malm
- Dochodzenie (2011–2014) jako Stephen Holder
- Najczarniejsza godzina (2011) jako Skyler
- Safe House (2012) jako Keller
- RoboCop (2014) jako Alex Murphy / RoboCop
- Child 44 (2015) jako Vasili
- House of Cards (2016-2017) jako Will Conway (serial TV)
- Legion samobójców (2016) jako Rick Flag
- Altered Carbon (2018) jako Takeshi Kovacs (serial TV)
- For all Mankind (2019) jako Ed Baldwin (serial Apple TV+)
- Trzy sekundy (2019) jako Pete Koslow

## Nagrody i nominacje
| Rok  | Nagroda   | Kategoria                                | Tytuł filmu/serialu TV | Rezultat  |
| ---- | --------- | ---------------------------------------- | ---------------------- | --------- |
| 2011 | Guldbagge | Najlepszy aktor                          | Łatwy pieniądz (2010)  | Wygrana   |
| 2012 | Saturn    | Najlepszy drugoplanowy aktor telewizyjny | Dochodzenie (2011)     | Nominacja |